# Anisalkohol
Anisalkohol ist eine organische Verbindung, die sich von Benzylalkohol und Anisol ableitet. Er ist das bekannteste Mitglied aus der Gruppe der Methoxybenzylalkohole. Er bildet farblose bis gelbliche, leicht süßlich riechende Kristalle, die bereits bei Raumtemperatur schmelzen.

## Vorkommen

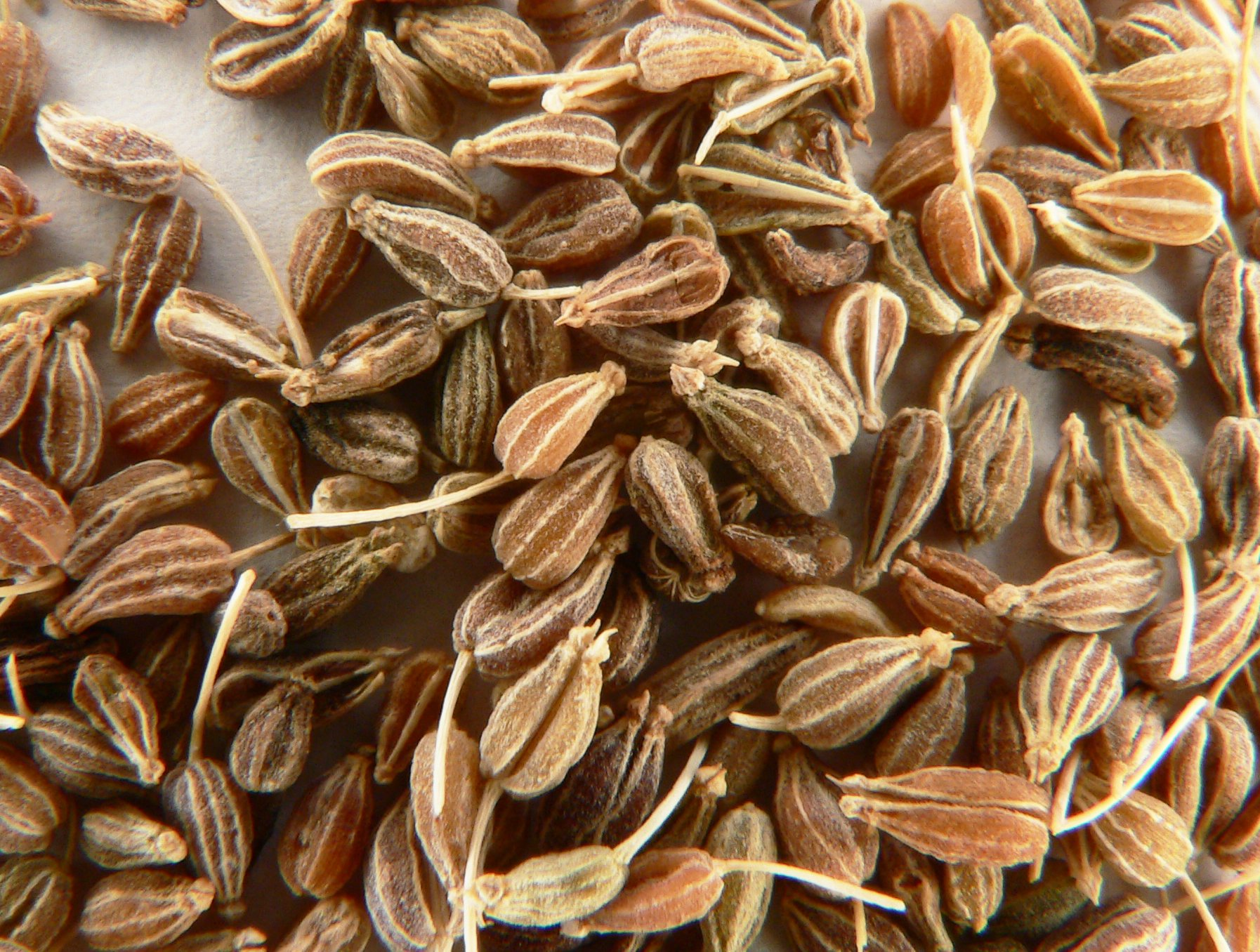
Anis enthält natürlicherweise Anisalkohol

Anisalkohol kommt in Anis und Sternanis, aber auch in Vanille und Honig vor.

## Darstellung
Durch Reduktion aus Anisaldehyd (beispielsweise mit NaBH4) entsteht Anisalkohol.

## Verwendung
Anisalkohol wird vor allem als Duftstoff in der Parfümerie oder als Aromastoff für Getränke oder Backwaren verwendet. Daneben kann es als Schutzgruppe für Hydroxygruppen bei Veresterungen oder Veretherungen eingesetzt werden.